# أندريا شتوك
أندريا شتوك (بالألمانية: Andrea Stock) هي لاعبة كرلنغ ألمانية، ولدت في 28 نوفمبر 1980 في كاراكاس في فنزويلا.

## وصلات خارجية
- أندريا شتوك على موقع الاتحاد الدولي للكرلنغ (الإنجليزية)
- أندريا شتوك على موقع اللجنة الأولمبية الدولية (الإنجليزية)
- أندريا شتوك على موقع أوليمبيديا (الإنجليزية)